# Torre peel
Les torres Peel són una sèrie de petites cases-torre fortificades construïdes a la frontera entre Escòcia i Anglaterra a la fi de l'edat mitjana. Funcionaven també com a torres vigía que encenien focs a manera de senyals per avisar de possibles perills. Una acta parlamentària de 1455 va obligar les torres a disposar del material necessari per a aquests senyals.
Una línia d'aquestes torres es va construir a la dècada de 1430 a la vall del riu Tweed, des del seu naixement fins a Berwick-upon-Tweed, com a resposta al possible perill que comportaven les marques angleses. Al seu torn Anglaterra va construir torres a Northumberland, Cumberland, Westmorland i Yorkshire del Nord per por d'invasions escoceses.

## Galeria

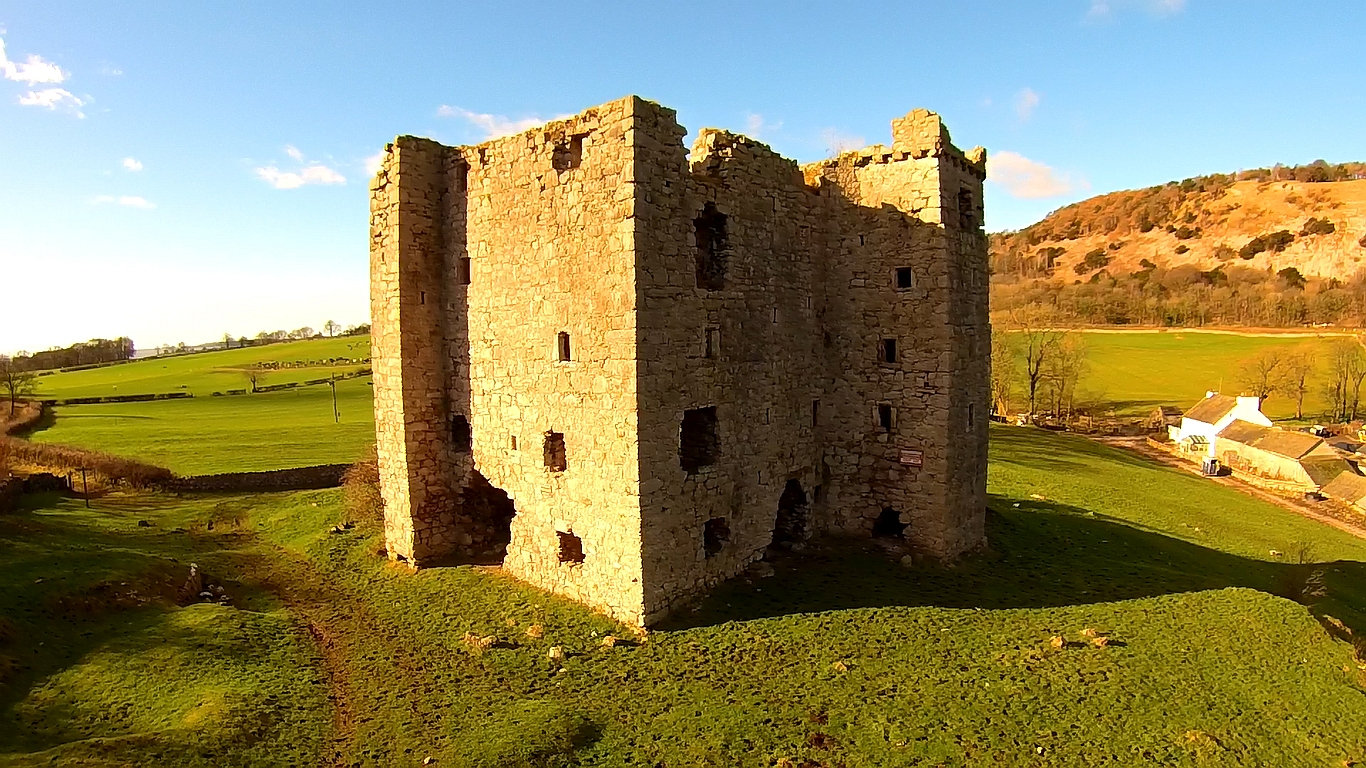
Torre d'Arnside, a Cumbria
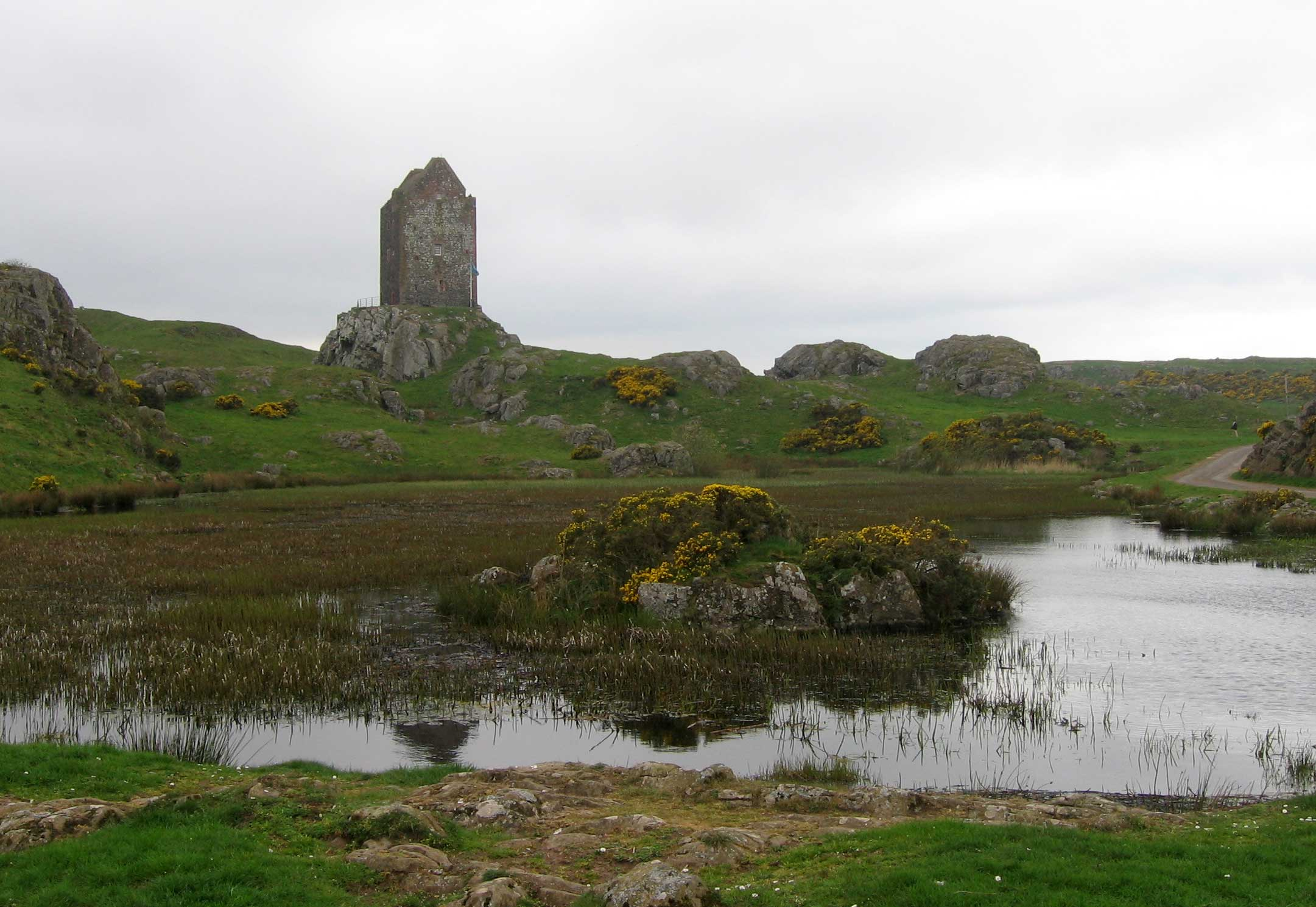
Torre de Smailholm.
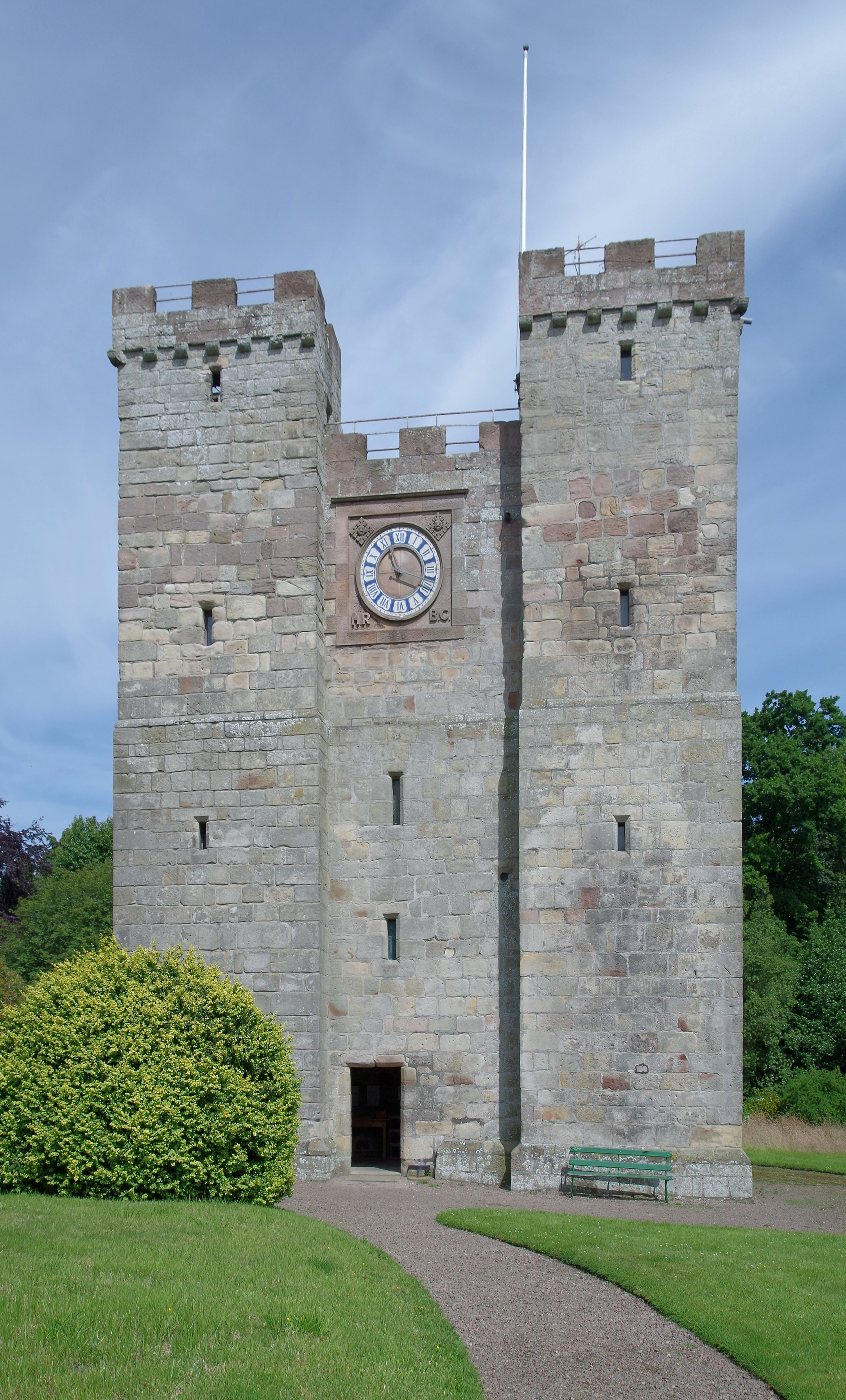
Preston Pele Tower, Northumberland